# Hyblaeus Chasma
Hyblaeus Chasma és una estructura geològica del tipus chasma a la superfície de Mart, situada amb el sistema de coordenades planetocèntriques a 22.5 ° de latitud N i 141.62 ° de longitud E. Fa 56.61 km de diàmetre. El nom va ser fet oficial per la UAI l'any 1985 i pren el nom d'una característica d'albedo.